# Rejencja poznańska (1939–1945)

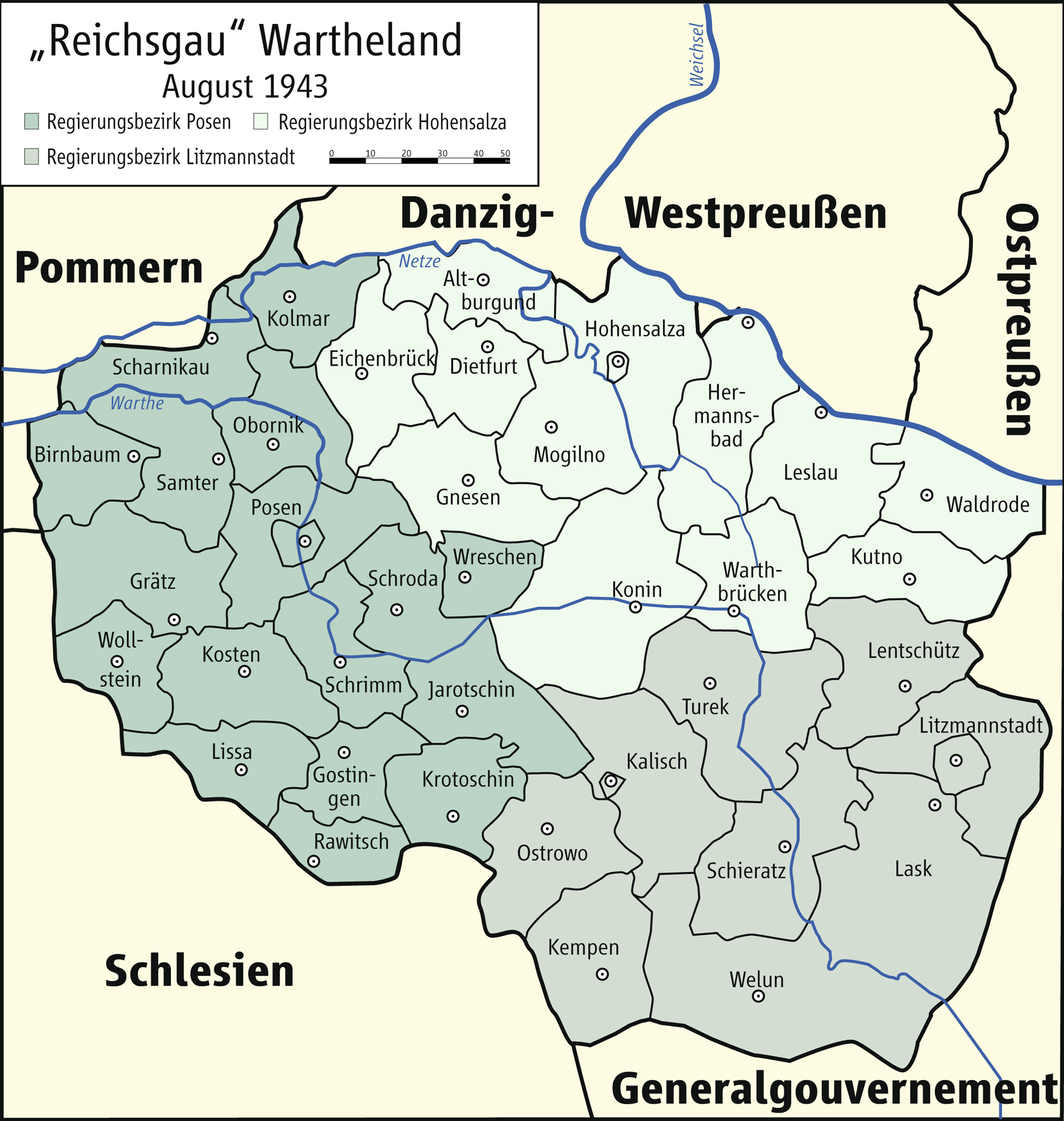
Mapa Kraju Warty z rejencjami i miastami powiatowymi

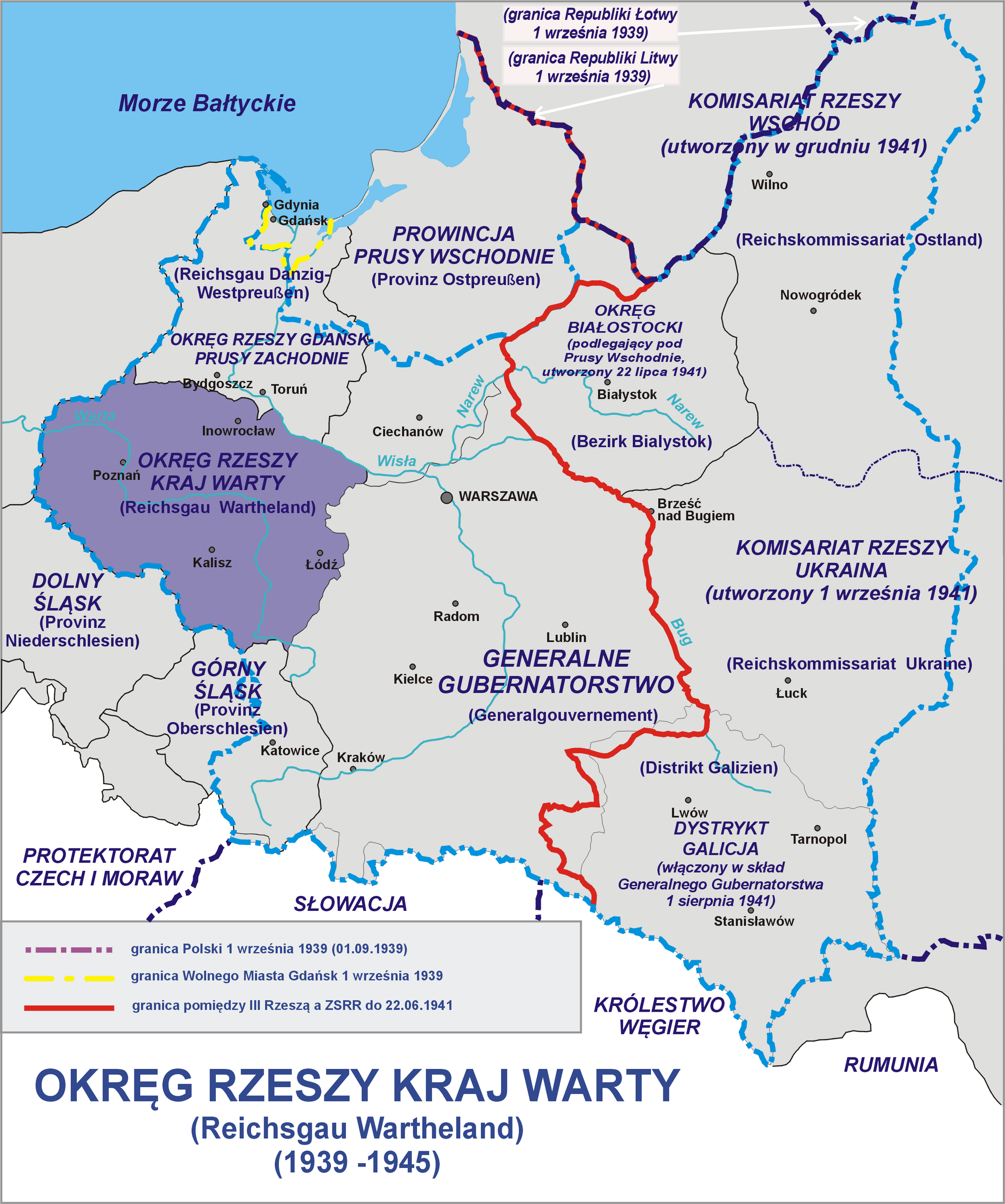
Położenie Kraju Warty względem przedwojennych granic Polski

Rejencja poznańska (niem. Regierungsbezirk Posen) – niemiecka jednostka administracyjna istniejąca w latach 1939–1945 jako jedna z rejencji (okręgów) Kraju Warty.

## Historia
Rejencja powstała w 1939, po napaści na Polskę i objęła zachodnie tereny z województwa poznańskiego. Została opanowana przez żołnierzy Armii Czerwonej i powróciła do przedwojennych jednostek polskiej administracji w 1945 roku.

## Podział administracyjny

### Miasta wydzielone
- Posen

### Powiaty
- Landkreis Birnbaum (międzychodzki)
- Landkreis Gostingen (gostyński)
- Landkreis Grätz (grodziski)
- Landkreis Jarotschin (jarociński)
- Landkreis Kolmar (chodzieski)
- Landkreis Kosten (kościański)
- Landkreis Krotoschin (krotoszyński)
- Landkreis Lissa (leszczyński)
- Landkreis Obornik (obornicki)
- Landkreis Posen (poznański)
- Landkreis Rawitsch (rawicki)
- Landkreis Samter (szamotulski)
- Landkreis Scharnikau (czarnkowski)
- Landkreis Schrimm (śremski)
- Landkreis Schroda (średzki)
- Landkreis Wollstein (wolsztyński)
- Landkreis Wreschen (wrzesiński)